# I due ammiragli
I due ammiragli (Men o' War) è un cortometraggio del 1929 diretto da Lewis R. Foster.

## Trama
Stanlio e Ollio sono marinai e incontrano in un parco due ragazze che hanno perso un paio di guanti. Ollio trova per caso un paio di mutande per terra e i due pensano quindi che siano ciò che le ragazze hanno perduto. Per fortuna, i guanti vengono ritrovati da un poliziotto, risparmiando loro una figuraccia.
I due invitano poi le ragazze al bar per offrire loro una bibita, ma dispongono di soli quindici centesimi in tutto. Ollio decide allora di offrire alle ragazze una bibita ciascuna e di fare a metà della sua con Stanlio, che non avrebbe ordinato niente. L'amico non afferra al volo la situazione e capisce lo stratagemma solo dopo diverse gag. Il conto però si rivela comunque di trenta centesimi. Sbigottito, Ollio lascia a Stanlio il compito di sbrogliare la situazione. Questi mette allora le poche monete in una slot machine, vincendo fortunatamente molti soldi.
Dopo la bevuta, i quattro decidono di fare un giro in barca sul lago del parco, ma gli incompetenti Stanlio e Ollio riescono solo a far girare la barca intorno a sé stessa, per poi scontrarsi con un'altra imbarcazione. Nasce allora una lite tra i due amici e l’altro barcaiolo, che infuria sempre di più, finché non vengono coinvolti anche tutti gli altri gondolieri e così Stanlio e Ollio, le ragazze, gli occupanti delle altre barche, il barista e il poliziotto accorso per fermarli si ritrovano sulla stessa barca che affonda facendo finire tutti in acqua.

## Location
I due ammiragli fu scritto e filmato nel maggio 1929. La maggior parte del film fu girato all'interno del Hollenbeck Park di Los Angeles, mentre la scena al chiosco delle bibite venne girata presso gli Hal Roach Studios. La canzone Runnin' Wild è presente nei titoli di testa del film, così come in L'esplosione.
Durante la realizzazione de I due ammiragli furono presenti delle difficoltà di riprese negli esterni tipiche del primo periodo del sonoro. Fuori campo può essere ascoltato il ridere dei passanti presenti durante le riprese a Hollenbeck Park, e la qualità del suono stesso risente di echi e rumori di fondo.
Questo è stato il primo film sonoro di James Finlayson, e quello in cui compare la sua distintiva esclamazione "D'oh!" (riconosciuto da Dan Castellaneta come il progenitore dell'espressione simile di Homer Simpson di incredulità e indignazione).

## Curiosità
La gag della bibita al bar è stata copiata a un'altra comica di Stanlio e Ollio, intitolata Gli uomini sposati devono andare a casa? (Should married men go home?), cortometraggio muto girato nel 1928.  Verrà in seguito rifatta da Gianni e Pinotto nel film Razzi volanti del 1942.